# フェニックス・サンズ
フェニックス・サンズ（Phoenix Suns）は、アリゾナ州フェニックスに本拠を置く全米プロバスケットボール協会 (NBA) のチーム。ウェスタン・カンファレンス、パシフィック・ディビジョン所属。
日本で初めて公式戦を行ったチーム（対ユタ・ジャズ）である。

## 歴史

### チーム創成期
サンズは1968年に拡張チームとしてリーグに加わった。初年度は16勝66敗とリーグ最下位に終わり、翌シーズンは39勝まで勝ちを増やしたものの勝ち越すことはできなかった。3年目以降は勝率5割を前後する平均的なチームとして数年を過ごした。初期のサンズではコニー・ホーキンズやディック・バン・アースデールらがスター選手だった。

### 1970年代
42勝40敗で終わった1975-76シーズンは、サンズにとって記念すべきシーズンとなった。プレイオフを勝ち進み、地区決勝で前年優勝していたゴールデンステート・ウォリアーズを4勝3敗で下し、NBAファイナルへ進出。8年目のチームであるサンズは名門ボストン・セルティックスと優勝を争った。
設立8年目で初めてサンズが進出した1976年のNBAファイナル第5戦は、今もしばしばリーグ史上最高の名勝負に挙げられる。古豪ボストン・セルティックスのホームアリーナボストン・ガーデンで同年6月4日に行われたこの試合は延長3回にも及ぶ激戦だった。この時点でシリーズ成績は2勝2敗のタイであり、勝ったチームが優勝に王手をかける重要な試合だった。
試合は規定時間48分を同点で終え、延長に入った。しかし5分の延長でも勝負がつかず、二度目の延長を迎えた。
二度目の延長も残り4秒となった時点で、サンズは1点リードした。ボールを持ったセルティックスのジョン・ハブリチェックはコートを駆け抜けシュートを放ち、逆転。セルティックスが勝ったと考えたボストンのファンがコートに溢れ出す事態となった。
審判は試合がまだ1秒残っていると判断し、ファンが観客席に戻されるとサンズボールから再開となった。ここでサンズのポール・ウェストファルはもう残されていないタイムアウトを敢えて請求。サンズのテクニカルファウルとなり、セルティックスにフリースロー1本が与えられた。セルティックスはフリースローを沈め点差は2点となったが、サンズはコート中央からボールを入れられることになった。
インバウンズパスを受けたサンズのガー・ハードがシュートを決め、三度目の延長が決まった。既に両チームとも主力選手の多くがファウルアウトしており、延長3回では普段控えの選手が活躍した。試合は128対126でセルティックスの勝利となった。試合終了後、選手たちは疲労のため立ち上がれないほどだった。
二日後に行われた第6戦をセルティックスが制し、サンズの初優勝はならなかった。NBAファイナルで延長3回にまで入ったのはこの時が初めてであり、17年後のNBAファイナルでもサンズは延長3回の試合を経験した。この二つの試合はNBAファイナル史上最長の試合と2番目に長く続いた試合である。

### 1980年代
その後のサンズは数シーズンに渡り勝率5割を越える中堅のチームだった。1980年には55勝27敗、翌1981年には57勝25敗とリーグでも屈指の勝ち星をあげたが、プレイオフでは勝ち残れなかった。以降は次第に勝率が落ち、1973年以来チームを率いてきたジョン・マクリードヘッドコーチが1986年に退いた。
80年代後半、サンズはヘッドコーチが定着せず成績もリーグ下位に留まっていたが、チーム初期のヘッドコーチでもあったコットン・フィッツシモンズが1989年に再びヘッドコーチに就くと、サンズは次第に西地区有数の強豪へと成長していった。1988年にトレードでやってきたケビン・ジョンソンとトム・チェンバーズはチームを牽引し、同じ年にドラフトで指名されたダン・マーリーも次第に中心選手となっていった。

### 1990年代
フィッツシモンズに代わり70年代にチームのエースだったポール・ウェストファルがヘッドコーチに就いた1993年、トレードでチャールズ・バークレーがサンズに加わった。このシーズン、サンズは当時チーム史上最多の62勝20敗をあげ、バークレーはMVPに選ばれた。17年ぶりにNBAファイナルに進出したサンズは、3連覇を狙うマイケル・ジョーダン率いるシカゴ・ブルズと対戦。サンズはホームコートアドバンテージを得ていたものの、肝心のホームゲームで3戦全敗を喫し、勝負が決した第6戦では終始試合を優位に進めていたにもかかわらず、試合終了間際にジョン・パクソンに逆転3ポイントシュートを決められるなど、アドバンテージを生かせず、2勝4敗で敗退した。
以降数シーズンのサンズは西地区で上位のチームだったが1996年には41勝41敗と勝率5割、この年バークレーはトレードでチームを去った。同年ドラフトでスティーブ・ナッシュを指名したものの活躍の機会は少なく、1998年にはトレードされた。この時期サンズの中心として活躍したのは、同じく96年にダラス・マーベリックスからトレードでチーム入りしたジェイソン・キッドだった。サンズの勝率は数年に渡り6割を越え、1999-2000シーズン前に加入したアンファニー・ハーダウェイとの「バックコート2000」は話題を呼んだ。

### 2000年代
2001年にニュージャージー・ネッツに放出された。キッドとのトレードでサンズに加わったのはステフォン・マーブリーだったがチーム成績は伸び悩んだ。2003-04シーズン中にはマーブリーをトレードに出し、マイク・ダントーニをHCに迎えるなど、チーム改革に乗り出した。

#### ナッシュを中心としたラン＆ガンの時代

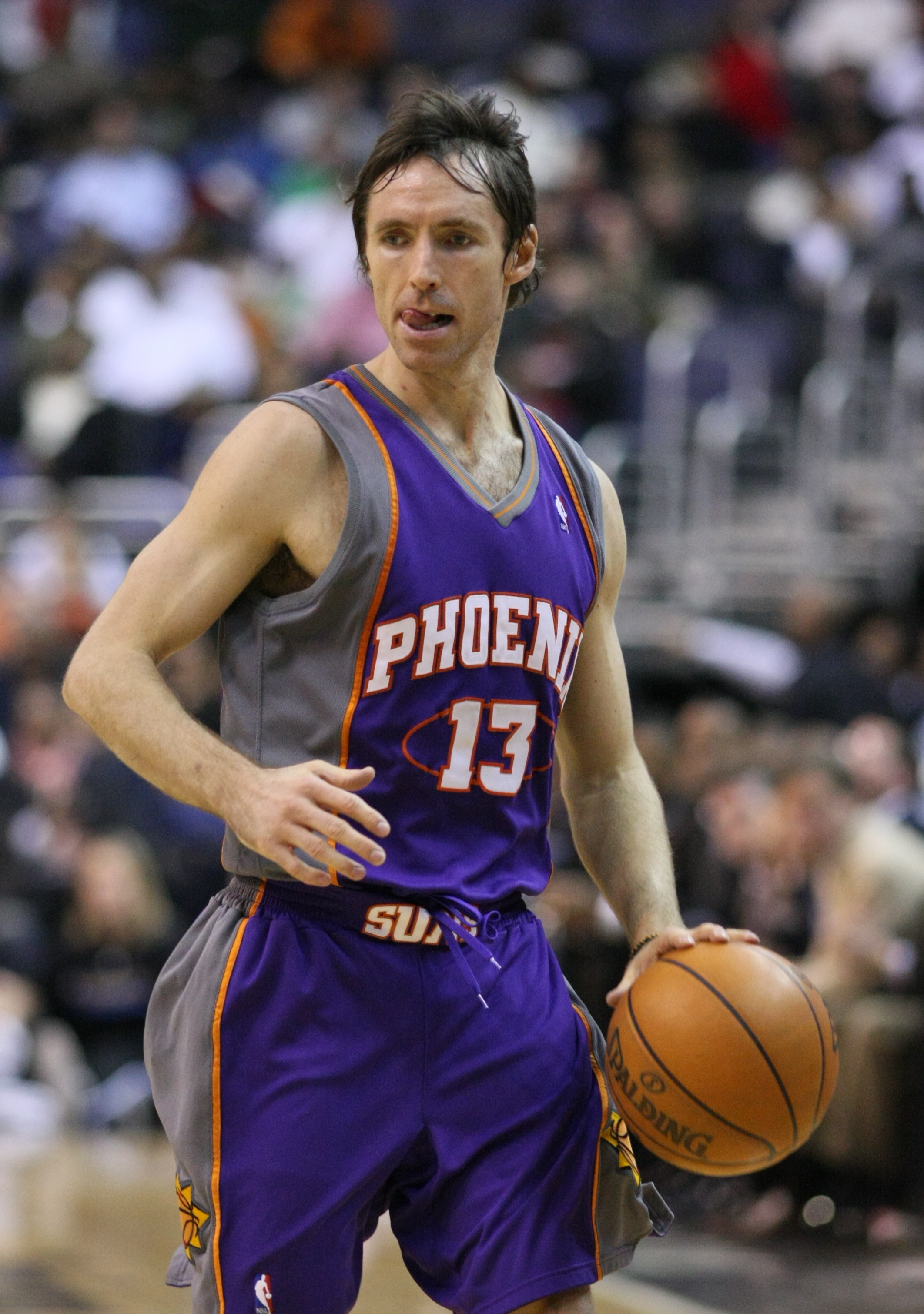
スティーブ・ナッシュ

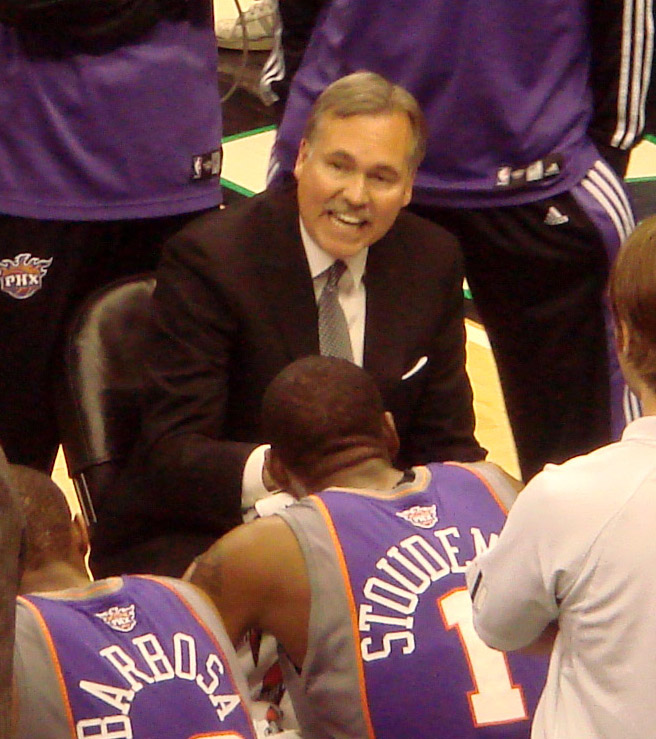
マイク・ダントーニ

2004-05シーズンには、かつてトレードに出したスティーブ・ナッシュを再び獲得。ダントーニ体制のもと、ナッシュ、ショーン・マリオン、アマーレ・スタウダマイアーを中心としたラン&ガンオフェンスはリーグを席巻するようになる。ナッシュを獲得したばかりの2004-05シーズンには62勝20敗の成績で一気にリーグ首位に駆け上がり、ナッシュはMVPを獲得した。プレーオフでもカンファレンス決勝まで勝ち上がるも、サンアントニオ・スパーズの前に敗退する。以後、サンズはこのスパーズに苦杯を舐めさせ続けられることになる。
翌2005-06シーズンにはスタウダマイアーがひざの故障のためシーズンをほぼ全休するも、ボリス・ディアウがスタウダマイアーの代行を行い、昨年の成績にやや劣るがサンズは好調を維持した。最終的にはディアウはMIP（最も成長した選手）を受賞し、ナッシュは2年連続でMVPを獲得。ナッシュの2年連続MVPはポイントガードとしてはマジック・ジョンソン以来である。プレーオフでは再びカンファレンス決勝まで勝ち上がるも、ダーク・ノヴィツキー率いるダラス・マーベリックスの前にスタウダマイアー不在が響き敗退し、ファイナル進出はならなかった。
2006-07シーズンにはジェイレン・ローズを獲得。スタウダマイアーが復帰し、リアンドロ・バルボサがサンズ史上4人目となるNBAシックスマン賞を受賞した。シーズン中には15連勝と17連勝をし、予想通りの好調を見せ、サンズは61勝21敗の好成績を収めた。そしてプレーオフでは一回戦でマーベリックスがウォーリアーズに敗退したため、サンズがファイナル進出優勢と言われた。奇しくもカンファレンス準決勝で再びスパーズと対戦。このシリーズではナッシュの負傷、スタウダマイアー、ディアウの出場停止処分など数々の不幸がサンズを襲い、サンズは再びスパーズに辛酸を舐めさせられた。一説にはダントーニの浅いローテンションが仇となり、スターターを除けばあまり試合をこなしていない選手だけだったので、一気にチームとして弱まったと言われている。

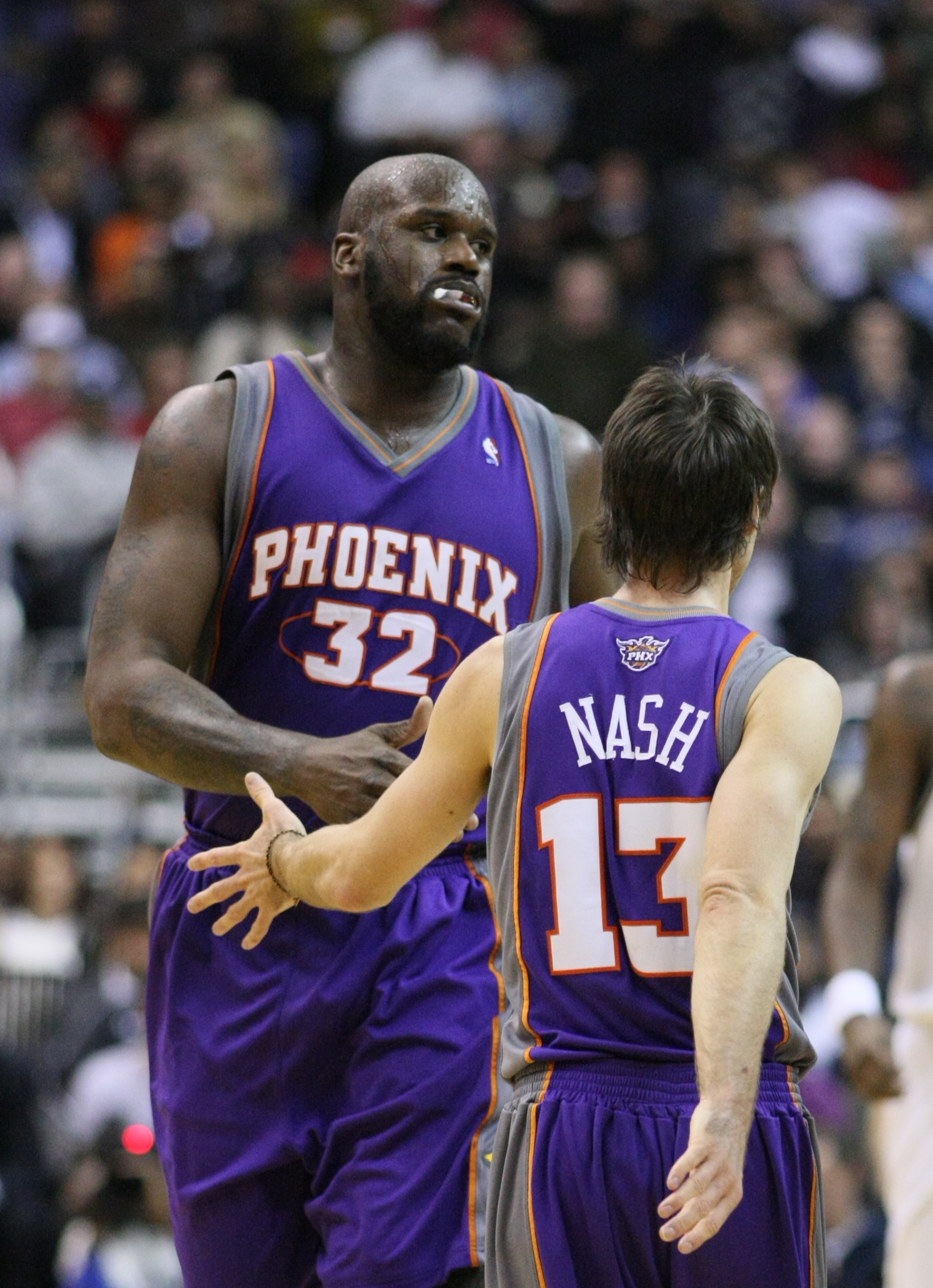
シャック＆ナッシュ

2007-08シーズン、開幕前にグラント・ヒルを獲得。シーズン中には、ヒートからシャキール・オニールをマリオンとのトレードで獲得。移籍当初オニールにより、ラン&ガンオフェンスのスタイルが崩れると懸念されていた。大型トレード後初めの9試合、サンズは3勝6敗となり、首位から落ちた。しかし、オニールとサンズのオフェンススタイルがうまく噛み始め、レギュラー・シーズンの間スパーズとの対戦成績を3勝1敗（オニール移籍以来2勝)に収め、満を持して初のファイナル制覇に向けて勝負に出た。そのプレーオフ1回戦では、またスパーズに対戦することになった。しかし、ディフェンスの弱さを露呈したサンズは再びスパーズに勝つことは出来なかった。シーズン中にダントーニのオフェンス重視とスティーブ・カーGMのディフェンス重視の方針に摩擦が起き、互いの関係に亀裂が生じたと報道された。プレーオフ敗退後、チーム戦略の違いからダントーニはサンズの監督を辞任し、ニックスの監督に就任することを決めた。
2008-09シーズンにはヘッドコーチをテリー・ポーターに変え、ディフェンス重視の戦術を目指すも、上手くいかずに開幕から出遅た。12月にはベル、ディアウとのトレードでジェイソン・リチャードソン、ジャレッド・ダドリーを獲得したが、地元で開催されたオールスターゲーム開催日にポーターは解雇される。その後、ACのアルヴィン・ジェントリーが指揮を執り、ラン&ガンオフェンスの復活を目指すもときすでに遅し。46勝36敗の成績ながら、プレーオフ進出を逃した。

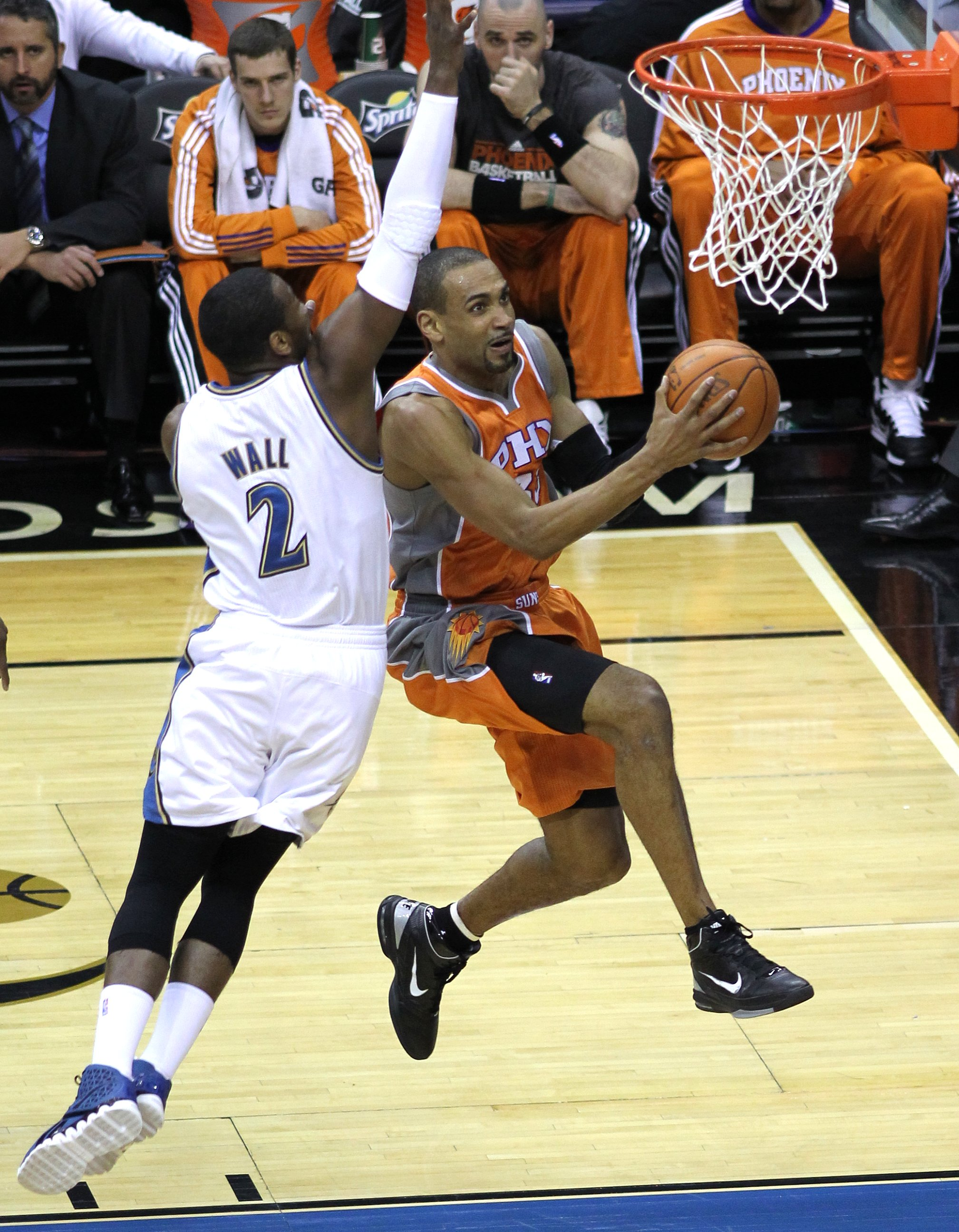
グラント・ヒル

2009-10シーズンは、シーズン開幕からラン&ガンオフェンスが冴え渡り、チームは好調。プレーオフにも返り咲いた。カンファレンスセミファイナルでは因縁のスパーズと対戦。これまでスパーズに苦汁をなめさせられていたが、持ち前のラン&ガンオフェンスでスパーズを翻弄。第3戦ではリチャードソン、ヒルに加え、控えのゴラン・ドラギッチやチャニング・フライらも活躍し、第4戦ではナッシュが怪我で途中退場するアクシデントがあったが、スイープでスパーズを下し、2005-06シーズン以来のカンファレンスファイナルに駒を進めた。カンファレンス決勝では、王者ロサンゼルス・レイカーズ相手に善戦するも、2勝4敗で敗退した。

### 2010年代

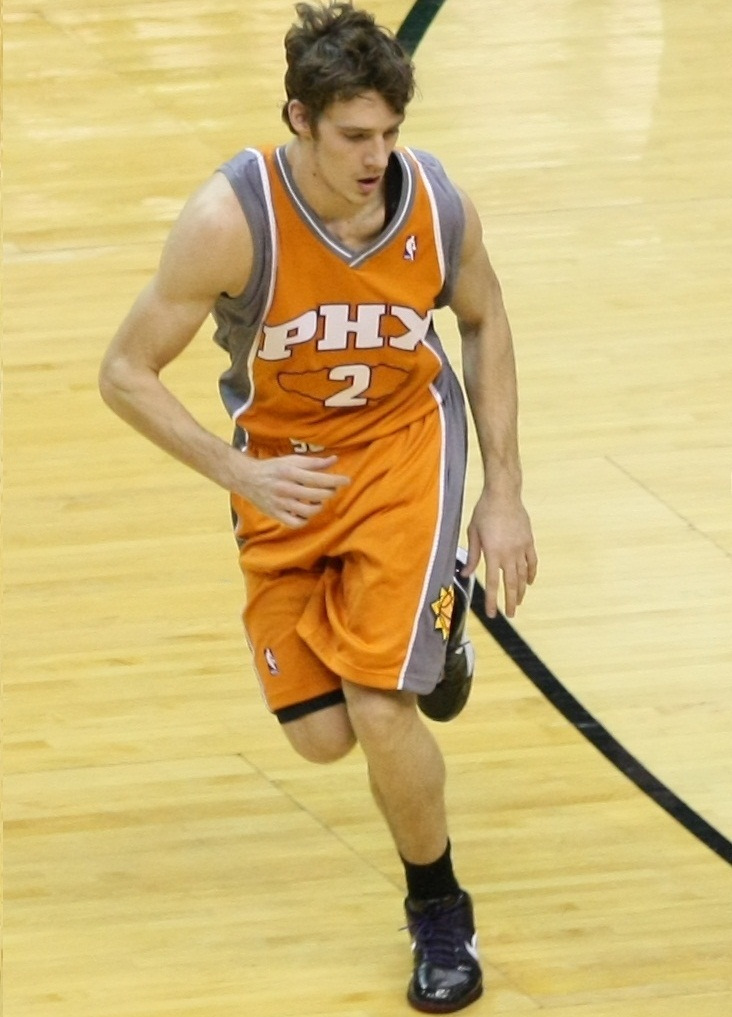
ゴラン・ドラギッチ

その後3シーズンはプレーオフ不出場が続き、ナッシュも2012年に退団し、レイカーズに移籍。2013-14シーズンは、ヘッドコーチにOBのジェフ・ホーナセックを任命。コーチ未経験だったホーナセックだったが、チームを立て直し48勝34敗を記録するも、レベルの高いウェスタンカンファレンスであと1勝届かず9位に終わり、プレーオフ進出はならなかった。以降も負け越しのシーズンが続くなど、低迷が続いた。

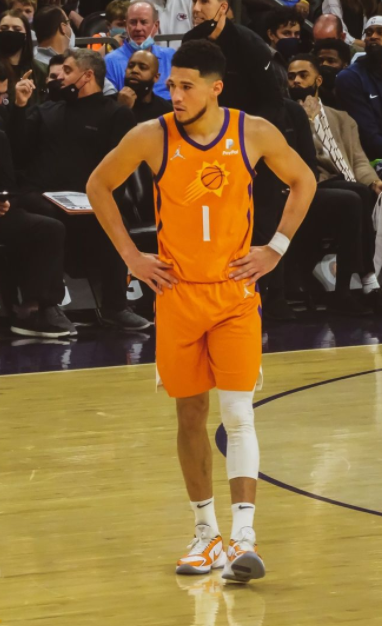
デビン・ブッカー

2018年のNBAドラフトで全体1位指名権を得たサンズは、アリゾナ大学のディアンドレ・エイトンを指名。それでも成績は向上せず、2018-19シーズンは19勝63敗でカンファレンス最下位で終了。2019-20シーズンはヘッドコーチにモンティ・ウィリアムズを招聘。リッキー・ルビオを加え、成績は徐々に回復。終盤のバブルゲームで8戦8勝したものの、34勝39敗に終わった。

### 2020年代
2020-21シーズン前にオクラホマシティ・サンダーなどを交えた大型トレードを敢行しクリス・ポールを獲得。ポールは期待に応え、同シーズンは51勝21敗で終え、2009-2010シーズン以来のプレーオフ進出に導いた。プレーオフに入ってもサンズの快進撃は止まらず、1回戦で前シーズン王者のレイカーズを4勝2敗で下すと、セミファイナルのデンバー・ナゲッツを4戦全勝で退け、カンファレンスファイナルの相手は、ポールの古巣ロサンゼルス・クリッパーズとなった。シリーズは大接戦となったものの、相手エースカワイ・レナードを失っていたこともあり、最終的にサンズが優位に進め、4勝2敗で勝利。ウェスタン・カンファレンスを制し、28年振りのNBAファイナル進出となった。ファイナルの相手は50年振りの優勝を目指すミルウォーキー・バックス。同ファイナルでもホームコートアドバンテージを持っていたサンズは、まずはホームで2勝。しかし、敵地で連敗すると相手のエース・ヤニス・アデトクンボの猛攻を食い止めることが出来ず、2連勝の後に4連敗。またしても悲願達成はならなかった。
2021-22シーズンは現有戦力を維持し、再び優勝を目指すシーズンとなった。ポール、デビン・ブッカーを中心に昨シーズンと同様安定感ある戦いを披露し、カンファレンス1位の成績でレギュラーシーズンを終えた。しかしプレーオフでは、1回戦でプレーイン・トーナメント組のニューオーリンズ・ペリカンズに予想外の苦戦を強いられてしまう。このシリーズは4勝2敗で何とか乗り切るも、ダラス・マーベリックスとのセミファイナルでは、相手のスモールボールラインナップやルカ・ドンチッチ・ジェイレン・ブランソンを中心としたオフェンスへの対策ができず。先に王手をかけるものの第7戦まで持ち込まれたうえ、本拠地での第7戦で33点差の大敗を喫してしまい、後味の悪い形でシーズンを終えることとなった。
2022-23シーズン、悲願の優勝に向けシーズン途中にブルックリン・ネッツからケビン・デュラント獲得。カンファレンス4位から優勝を目指したものの、セミファイナルで2年前にスイープ勝ちしたデンバー・ナゲッツ(このシーズン優勝)に2勝4敗で敗退した。

## シーズンごとの成績
Note: 勝 = 勝利数, 敗 = 敗戦数, % = 勝率 
| シーズン             | 勝    | 敗    | %    | プレーオフ                                                                  | 結果                                                                                      |
| -------------------- | ----- | ----- | ---- | --------------------------------------------------------------------------- | ----------------------------------------------------------------------------------------- |
| フェニックス・サンズ |       |       |      |                                                                             |                                                                                           |
| 1968-69              | 16    | 66    | .195 |                                                                             |                                                                                           |
| 1969-70              | 39    | 43    | .476 | ディビジョン準決勝敗退                                                      | レイカーズ 4, サンズ 3                                                                    |
| 1970-71              | 48    | 34    | .585 |                                                                             |                                                                                           |
| 1971-72              | 49    | 33    | .598 |                                                                             |                                                                                           |
| 1972-73              | 38    | 44    | .463 |                                                                             |                                                                                           |
| 1973-74              | 30    | 52    | .366 |                                                                             |                                                                                           |
| 1974-75              | 32    | 50    | .390 |                                                                             |                                                                                           |
| 1975-76              | 42    | 40    | .512 | カンファレンス準決勝勝利 カンファレンス決勝勝利 NBAファイナル敗退           | サンズ 4, ソニックス 2 サンズ 4, ウォリアーズ 3 セルティックス 4, サンズ 2                |
| 1976-77              | 34    | 48    | .415 |                                                                             |                                                                                           |
| 1977-78              | 49    | 33    | .598 | 1回戦敗退                                                                   | バックス 2, サンズ 0                                                                      |
| 1978-79              | 50    | 32    | .610 | 1回戦勝利 カンファレンス準決勝勝利 カンファレンス決勝敗退                   | サンズ 2, ブレイザーズ 1 サンズ 4, カンザスシティ 1 ソニックス 4, サンズ 3                |
| 1979-80              | 55    | 27    | .671 | 1回戦勝利 カンファレンス準決勝敗退                                          | サンズ 2, カンザスシティ 1 レイカーズ 4, サンズ 1                                         |
| 1980-81              | 57    | 25    | .695 | カンファレンス準決勝敗退                                                    | カンザスシティ 4, サンズ 3                                                                |
| 1981-82              | 46    | 36    | .561 | 1回戦勝利 カンファレンス準決勝敗退                                          | サンズ 2, ナゲッツ 1 レイカーズ 4, サンズ 0                                               |
| 1982-83              | 53    | 29    | .646 | 1回戦敗退                                                                   | ナゲッツ 2, サンズ 1                                                                      |
| 1983-84              | 41    | 41    | .500 | 1回戦勝利 カンファレンス準決勝勝利 カンファレンス決勝敗退                   | サンズ 3, ブレイザーズ 2 サンズ 4, ジャズ 2 レイカーズ 4, サンズ 2                        |
| 1984-85              | 36    | 46    | .439 | 1回戦敗退                                                                   | レイカーズ 3, サンズ 0                                                                    |
| 1985-86              | 32    | 50    | .390 |                                                                             |                                                                                           |
| 1986-87              | 36    | 46    | .439 |                                                                             |                                                                                           |
| 1987-88              | 28    | 54    | .341 |                                                                             |                                                                                           |
| 1988-89              | 55    | 27    | .671 | 1回戦勝利 カンファレンス準決勝勝利 カンファレンス決勝敗退                   | サンズ 3, ナゲッツ 0 サンズ 4, ウォリアーズ 1 レイカーズ 4, サンズ 0                      |
| 1989-90              | 54    | 28    | .659 | 1回戦勝利 カンファレンス準決勝勝利 カンファレンス決勝敗退                   | サンズ 3, ジャズ 2 サンズ 4, レイカーズ 1 ブレイザーズ 4, サンズ 2                        |
| 1990-91              | 55    | 27    | .671 | 1回戦敗退                                                                   | ジャズ 3, サンズ 1                                                                        |
| 1991-92              | 53    | 29    | .646 | 1回戦勝利 カンファレンス準決勝敗退                                          | サンズ 3, スパーズ 0 ブレイザーズ 4, サンズ 1                                             |
| 1992-93              | 62    | 20    | .756 | 1回戦勝利 カンファレンス準決勝勝利 カンファレンス決勝勝利 NBAファイナル敗退 | サンズ 3, レイカーズ 2 サンズ 4, スパーズ 2 サンズ 4, ソニックス 3 ブルズ 4, サンズ 2     |
| 1993-94              | 56    | 26    | .683 | 1回戦勝利 カンファレンス準決勝敗退                                          | サンズ 3, ウォリアーズ 0 ロケッツ 4, サンズ 3                                             |
| 1994-95              | 59    | 23    | .720 | 1回戦勝利 カンファレンス準決勝敗退                                          | サンズ 3, ブレイザーズ 0 ロケッツ 4, サンズ 3                                             |
| 1995-96              | 41    | 41    | .500 | 1回戦敗退                                                                   | スパーズ 3, サンズ 1                                                                      |
| 1996-97              | 40    | 42    | .488 | 1回戦敗退                                                                   | ソニックス 3, サンズ 2                                                                    |
| 1997-98              | 56    | 26    | .683 | 1回戦敗退                                                                   | スパーズ 3, サンズ 1                                                                      |
| 1998-99              | 27    | 23    | .540 | 1回戦敗退                                                                   | ブレイザーズ 3, サンズ 0                                                                  |
| 1999-00              | 53    | 29    | .646 | 1回戦勝利 カンファレンス準決勝敗退                                          | サンズ 3, スパーズ 1 レイカーズ 4, サンズ 1                                               |
| 2000-01              | 51    | 31    | .622 | 1回戦敗退                                                                   | キングス 3, サンズ 1                                                                      |
| 2001-02              | 36    | 46    | .439 |                                                                             |                                                                                           |
| 2002-03              | 44    | 38    | .537 | 1回戦敗退                                                                   | スパーズ 4, サンズ 2                                                                      |
| 2003-04              | 29    | 53    | .354 |                                                                             |                                                                                           |
| 2004-05              | 62    | 20    | .756 | 1回戦勝利 カンファレンス準決勝勝利 カンファレンス決勝敗退                   | サンズ 4, グリズリーズ 0 サンズ 4, マーベリックス 2 スパーズ 4, サンズ 1                  |
| 2005-06              | 54    | 28    | .659 | 1回戦勝利 カンファレンス準決勝勝利 カンファレンス決勝敗退                   | サンズ 4, レイカーズ 3 サンズ 4, クリッパーズ 3 マーベリックス 4, サンズ 2                |
| 2006-07              | 61    | 21    | .744 | 1回戦勝利 カンファレンス準決勝敗退                                          | サンズ 4, レイカーズ 1 スパーズ 4, サンズ 2                                               |
| 2007-08              | 55    | 27    | .671 | 1回戦敗退                                                                   | スパーズ 4, サンズ 1                                                                      |
| 2008-09              | 46    | 36    | .561 |                                                                             |                                                                                           |
| 2009-10              | 54    | 28    | .659 | 1回戦勝利 カンファレンス準決勝勝利 カンファレンス決勝敗退                   | サンズ 4, ブレイザーズ 2 サンズ 4, スパーズ 0 レイカーズ 4, サンズ 2                      |
| 2010-11              | 40    | 42    | .488 |                                                                             |                                                                                           |
| 2011-12              | 33    | 33    | .500 |                                                                             |                                                                                           |
| 2012-13              | 25    | 57    | .305 |                                                                             |                                                                                           |
| 2013-14              | 48    | 34    | .585 |                                                                             |                                                                                           |
| 2014-15              | 39    | 43    | .476 |                                                                             |                                                                                           |
| 2015–16              | 23    | 59    | .280 |                                                                             |                                                                                           |
| 2016–17              | 24    | 58    | .317 |                                                                             |                                                                                           |
| 2017–18              | 21    | 61    | .256 |                                                                             |                                                                                           |
| 2018–19              | 19    | 63    | .232 |                                                                             |                                                                                           |
| 2019–20              | 34    | 39    | .466 |                                                                             |                                                                                           |
| 2020–21              | 51    | 21    | .708 | 1回戦勝利 カンファレンス準決勝勝利 カンファレンス決勝勝利 NBAファイナル敗退 | サンズ 4, レイカーズ 2 サンズ 4, ナゲッツ 0 サンズ 4, クリッパーズ 2 バックス 4, サンズ 2 |
| 2021–22              | 64    | 18    | .780 | 1回戦勝利 カンファレンス準決勝敗退                                          | サンズ 4,ペリカンズ 2 マーベリックス 4, サンズ 3                                          |
| 2022–23              | 45    | 37    | .549 | 1回戦勝利 カンファレンス準決勝敗退                                          | サンズ 4,クリッパーズ 1 ナゲッツ 4, サンズ 2                                              |
| 2023–24              | 49    | 33    | .598 | 1回戦敗退                                                                   | ウルブズ 4, サンズ 0                                                                      |
| 通算勝敗             | 2,429 | 2,096 | .537 |                                                                             |                                                                                           |
| プレイオフ           | 160   | 164   | .494 |                                                                             |                                                                                           |

## 主な選手

### 年代別主要選手
太文字…殿堂入り選手 (C)…優勝時に在籍した選手 (M)…在籍時にMVPを獲得した選手 (50)…偉大な50人 (75)…偉大な75人
| 1960年代 - ディック・バン・アースデール (Dick Van Arsdale) : 1968-1977 - ゲイル・グッドリッチ (Gail Goodrich) : 1968-1970 - コニー・ホーキンズ (Connie Hawkins) : 1969-1973 - ポール・サイラス (Paul Silas) : 1969-1972 - ニール・ウォーク (Neal Walk) : 1969-1974 - ラマー・グリーン (Lamar Green) : 1969-1974 1970年代 (プレイオフ進出：3回 ファイナル進出：1回) - チャーリー・スコット (Charlie Scott) : 1972-1975 - アルヴァン・アダムス (Alvan Adams) : 1975-1988 - ポール・ウェストファル (Paul Westphal) : 1975-1980, 1983-1984 - ガー・ハード (Gar Heard) : 1976-1980 - ウォルター・デイビス (Walter Davis) : 1977-1988 - アルヴィン・スコット (Alvin Scott) : 1977-1985 - ジョエル・クレーマー (Joel Kramer) : 1978-1983 - ジェフ・クック (Jeff Cook) : 1979-1983, 1987-1988 - トラック・ロビンソン (Truck Robinson) : 1979-1982 1980年代 (プレイオフ進出：7回) - カイル・メイシー (Kyle Macy) : 1980-1985 - デニス・ジョンソン (Dennis Johnson) : 1980-1983 - ラリー・ナンス (Larry Nance) : 1981-1988 - モーリス・ルーカス (Maurice Lucas) : 1982-1985 - ジェームズ・エドワーズ (James Edwards) : 1983-1988 - マイク・サンダース (Mike Sanders) : 1983-1988 - ジェフ・ホーナセック (Jeff Hornacek) : 1986-1992 - エディー・ジョンソン (Eddie Johnson) : 1988-1990 - ケビン・ジョンソン (Kevin Johnson) : 1988-1998, 2000 - ダン・マーリー (Dan Majerle) : 1988-1995, 2001-2002 - トム・チェンバーズ (Tom Chambers) : 1988-1993 - マーク・ウエスト (Mark West) : 1988-1994, 1999-2000 1990年代 (プレイオフ進出：10回 ファイナル進出：1回) - セドリック・セバロス (Cedric Ceballos) : 1990-1994, 1997-1998 - チャールズ・バークレー (Charles Barkley) : 1992-1996 (M)(50)(75) - ダニー・エインジ (Danny Ainge) : 1992-1995 - ジョー・クライン (Joe Kleine) : 1993-1997, 1999 - ダニー・マニング (Danny Manning) : 1994-1999 - レックス・チャップマン (Rex Chapman) : 1996-2000 - ジェイソン・キッド (Jason Kidd) : 1996-2001 (75) - スティーブ・ナッシュ (Steve Nash) : 1996–1998, 2004-2012 (M)(75) - クリフォード・ロビンソン (Clifford Robinson) : 1997-2001 - トム・ググリオッタ (Tom Gugliotta) : 1998-2004 - ペニー・ハーダウェイ (Penny Hardaway) : 1999-2004 - ショーン・マリオン (Shawn Marion) : 1999-2008 2000年代 (プレイオフ進出：7回) - ジェイク・サカリディス (Jake Tsakalidis) : 2000-2003 - ステフォン・マーブリー (Stephon Marbury) : 2001-2004 - ジェイク・ヴォスクール (Jake Voskuhl) : 2001-2005 - ジョー・ジョンソン (Joe Johnson) : 2002-2005 - アマレ・スタウダマイアー (Amar'e Stoudemire) : 2002-2010 - レアンドロ・バルボサ (Leandro Barbosa) : 2003-2010, 2014, 2016-2017 - ボリス・ディアウ (Boris Diaw) : 2005-2008 - ラジャ・ベル (Raja Bell) : 2005-2008 - グラント・ヒル (Grant Hill) : 2007-2012 - ゴラン・ドラギッチ (Goran Dragić) : 2008-2011, 2012-2015 - シャキール・オニール (Shaquille O'Neal) : 2008-2009 (50)(75) - ロビン・ロペス (Robin Lopez) : 2008-2012 - ジェイソン・リチャードソン (Jason Richardson) : 2008-2010 - ジャレッド・ダドリー (Jared Dudley) : 2008-2013, 2016-2018 - チャニング・フライ (Channing Frye) : 2009-2014 | 2010年代 (プレイオフ進出：0回) - マルチン・ゴルタット (Marcin Gortat) : 2010-2013 - マーキーフ・モリス (Markieff Morris) : 2011-2016 - ルイス・スコラ (Louis Scola) : 2012-2013 - P・J・タッカー (P. J. Tucker) : 2012-2017 - マーカス・モリス (Marcus Morris) : 2013-2015 - エリック・ブレッドソー (Eric Bledsoe) : 2013-2017 - アレックス・レン (Alex Len) : 2013-2018 - T・J・ウォーレン (T. J. Warren) : 2014-2019, 2023 - ブランドン・ナイト (Brandon Knight) : 2015-2018 - タイソン・チャンドラー (Tyson Chandlar) : 2015-2018 - ミーザ・テレトヴィッチ (Mirza Teletović) : 2015-2016 - デビン・ブッカー (Devin Booker) : 2015- - アラン・ウィリアムス (Alan Williams) : 2016-2018 - ドラガン・ベンダー (Dragan Bender) : 2016-2019 - マーキース・クリス (Marquese Chriss) : 2016-2018 - ジョシュ・ジャクソン (Josh Jackson) : 2017-2019 - ディアンドレ・エイトン (Deandre Ayton) : 2018-2023 - ミカル・ブリッジズ (Mikal Bridges) : 2018-2023 - キャメロン・ジョンソン (Cameron Johnson) : 2019-2023 - リッキー・ルビオ (Ricky Rubio) : 2019-2020 - ダリオ・サリッチ (Dario Šarić) : 2019-2023 2020年代 (プレイオフ進出：3回 ファイナル進出：1回) - クリス・ポール (Chris Paul)：2020-2023 (75) - ジェイ・クラウダー (Jae Crowder)：2020-2023 - キャメロン・ペイン (Cameron Payne)：2020-2023 - ケビン・デュラント (Kevin Durant)：2023-2025 (75) - ブラッドリー・ビール (Bradley Beal)：2023- - 渡邊雄太 (Yuta Watanabe)：2023-2024 |

## 栄誉

### 永久欠番
| フェニックス・サンズ永久欠番 |                              |                                |                            |
| No.                          | 選手                         | ポジション/役職                | 在籍期間                   |
| 5*                           | ディック・バン・アースデール | G                              | 1968–1977                  |
| 6*                           | ウォルター・デイビス         | G                              | 1977–1988                  |
| 7*                           | ケビン・ジョンソン           | G                              | 1988–1998, 2000            |
| 9*                           | ダン・マーリー               | F                              | 1988–1995, 2001–2002       |
| 13*                          | スティーブ・ナッシュ         | G                              | 1996–1998, 2004–2012       |
| 24*                          | トム・チェンバース           | F                              | 1988–1993                  |
| 31*                          | ショーン・マリオン           | F                              | 1999–2008                  |
| 32*                          | アマーレ・スタウダマイアー   | F                              | 2002–2010                  |
| 33*                          | アルヴァン・アダムズ         | C                              | 1975–1988                  |
| 34*                          | チャールズ・バークレー       | F                              | 1992–1996                  |
| 42*                          | コニー・ホーキンズ           | F                              | 1969–1973                  |
| 44*                          | ポール・ウェストファル       | G                              | 1975–1980, 1983–1984       |
|                              | アル・マッコイ               | 専属アナウンサー               | 1972–2023                  |
| —                            | ジェリー・コランジェロ       | オーナー コーチ エグゼクティブ | 1968–2004                  |
| —                            | コットン・フィッツシモンズ   | コーチ                         | 1970–1972, 1988–1992, 1996 |
| —                            | ジョン・マクラウド           | コーチ                         | 1973–1987                  |
| —                            | ジョー・プロスキー           | トレーナー                     | 1968–2000                  |

注釈
- * 永久欠番[7][8]
- 2022年8月11日に、NBAはビル・ラッセルの背番号「6」を全チームの永久欠番とした[9][10]。

### 殿堂入り
| フェニックス・サンズ殿堂入り | フェニックス・サンズ殿堂入り | フェニックス・サンズ殿堂入り  | フェニックス・サンズ殿堂入り | フェニックス・サンズ殿堂入り |
| 選手                         | 選手                         | 選手                          | 選手                         | 選手                         |
| No.                          | 名前                         | ポジション                    | 在籍期間                     | 殿堂入り年                   |
| ---------------------------- | ---------------------------- | ----------------------------- | ---------------------------- | ---------------------------- |
| 42                           | コニー・ホーキンズ           | F/C                           | 1969–1973                    | 1992                         |
| 25                           | ゲイル・グッドリッチ         | G                             | 1968–1970                    | 1996                         |
| 34                           | チャールズ・バークレー 1     | F                             | 1992–1996                    | 2006                         |
| 13                           | ガス・ジョンソン 2           | F                             | 1972                         | 2010                         |
| 3 24                         | デニス・ジョンソン 2         | G                             | 1980–1983                    | 2010                         |
| 32                           | シャキール・オニール         | C                             | 2008–2009                    | 2016                         |
| 33                           | チャーリー・スコット         | G                             | 1972–1975                    | 2018                         |
| 13                           | スティーブ・ナッシュ         | G                             | 1996–1998 2004–2012          | 2018                         |
| 32                           | ジェイソン・キッド           | G                             | 1996–2001                    | 2018                         |
| 33                           | グラント・ヒル               | G/F                           | 2007–2012                    | 2018                         |
| 44                           | ポール・ウェストファル       | G                             | 1975–1980 1983–1984          | 2019                         |
| 6                            | ウォルター・デイビス 2       | G/F                           | 1977–1988                    | 2024                         |
| 25                           | ヴィンス・カーター           | G/F                           | 2010–2011                    | 2024                         |
| 貢献者                       |                              |                               |                              |                              |
| 名前                         | 名前                         | 役職                          | 在籍期間                     | 殿堂入り年                   |
| ジェリー・コランジェロ       | ジェリー・コランジェロ       | ゼネラルマネージャー オーナー | 1968–2004                    | 2004                         |
| リック・ウェルツ             | リック・ウェルツ             | 社長                          | 2002–2011                    | 2018                         |
| コットン・フィッツシモンズ 2 | コットン・フィッツシモンズ 2 | ヘッドコーチ                  | 1970–1972 1988–1992 1996     | 2021                         |

注釈
- 1 バークレーはバルセロナ五輪代表チームとしても殿堂入りを果たした。
- 2 死後に殿堂入りとなった。

### 40周年記念チーム
2008年1月3日に、チーム創設40周年を記念してインターネット投票により選出された。
| フェニックス・サンズ40周年記念チーム |                              |            |                     |
| No.                                  | 選手                         | ポジション | 在籍期間            |
| 5                                    | ディック・バン・アースデール | G          | 1968–1977           |
| 7                                    | ケビン・ジョンソン           | G          | 1988–1998, 2000     |
| 13                                   | スティーブ・ナッシュ         | G          | 1996–1998 2004–2012 |
| 6                                    | ウォルター・デイビス         | F          | 1977–1988           |
| 44                                   | ポール・ウェストファル       | G          | 1975–1980 1983–1984 |
| 9                                    | ダン・マーリー               | G/F        | 1988–1995 2001–2002 |
| 42                                   | コニー・ホーキンズ           | F/C        | 1969–1973           |
| 24                                   | トム・チェンバース           | F          | 1988–1993           |
| 34                                   | チャールズ・バークレー       | F          | 1992–1996           |
| 31                                   | ショーン・マリオン           | F          | 1999–2008           |
| 1 32                                 | アマーレ・スタウダマイアー   | F/C        | 2002–2010           |
| 33                                   | アルヴァン・アダムズ         | C          | 1975–1988           |

### FIBA殿堂入り
| フェニックス・サンズFIBA殿堂入り | フェニックス・サンズFIBA殿堂入り | フェニックス・サンズFIBA殿堂入り | フェニックス・サンズFIBA殿堂入り | フェニックス・サンズFIBA殿堂入り |
| 選手                             | 選手                             | 選手                             | 選手                             | 選手                             |
| No.                              | 名前                             | ポジション                       | 在籍期間                         | 殿堂入り年                       |
| -------------------------------- | -------------------------------- | -------------------------------- | -------------------------------- | -------------------------------- |
| 32                               | シャキール・オニール             | C                                | 2008–2009                        | 2017                             |
| 13                               | スティーブ・ナッシュ             | PG                               | 1996–1998 2004–2012              | 2020                             |

## コーチ、その他

### 歴代ヘッドコーチ
- ジョニー・カー (John Kerr) (1968-69/1969-70)
- ジェリー・コランジェロ (Jerry Colangelo) (1969-70)
- コットン・フィッツシモンズ (Cotton Fitzsimmons) (1970-71/1971-72)
- ビル・ヴァン・ブレダクロフ (Bill Van BredaKloff) (1972-73)
- ジェリー・コランジェロ (Jerry Colangelo) (1972-73)
- ジョン・マクリード (John MacLeod) (1973-74/1986-87)
- ディック・ヴァン・アースデイル (Dick Van Arsdale) (1986-87)
- ジョン・ウェッツェル (John Wetzel) (1987-88)
- コットン・フィッツシモンズ (Cotton Fitzsimmons) (1988-89/1991-92)
- ポール・ウェストファル (Paul Westphal) (1992-93/1995-96)
- コットン・フィッツシモンズ (Cotton Fitzsimmons) (1995-96/1996-97)
- ダニー・エインジ (Danny Ainge) (1996-97/1999-00)
- スコット・スカイルズ (Scott Skiles) (1999-00/2001-02)
- フランク・ジョンソン (Frank Johnson) (2001-02/2003-04)
- マイク・ダントーニ (Mike D'Antoni) (2003-04/2007-08)
- テリー・ポーター (Terry Porter) (2008-09)
- アルヴィン・ジェントリー (Alvin Gentry) (2008-09/2012-2013)
- リンジー・ハンター (Lindsey Hunter) (2012-2013)
- ジェフ・ホーナセック (Jeff Hornacek)2013-2016
- アール・ワトソン (Earl Watson)2016-2018
- ジェイ・トリアーノ (Jay Triano)
- モンティ・ウィリアムズ (Monty Williams) (2019-2023)
- フランク・ヴォーゲル (Frank Vogel) (2023-2024)
- マイク・ブーデンホルツァー (Mike Budenholzer) (2024-)

### 殿堂入り
- ジェリー・コランジェロ (Jerry Colangelo) (1969-70/1972-73)
- コットン・フィッツシモンズ (Cotton Fitzsimmons) (1970-72/1988-92/1996)

### 日本人プレイヤー
- 田臥勇太 (たぶせ ゆうた) (2004年)
- 渡邊雄太 (わたなべ ゆうた) (2023年-2024年)

## 日本での公式戦
- 1990年11月に、ユタ・ジャズと共に来日し東京体育館で公式戦2試合を行った。アメリカのスポーツにおいて北米以外で行われた初めての公式戦だった。ケビン・ジョンソンとトム・チェンバースが共に1試合平均28.5得点を叩き出したが、対戦成績は1勝1敗の5分に終わった。

## チーム記録
フェニックス・サンズのチーム記録

## 脚註
1. ↑  “Phoenix Suns Unveil New Logos”. NBA Media Ventures, LLC. (2013年6月26日) 2018年11月25日閲覧. "As has been the case in recent years, the team’s primary color will remain orange, with purple, black and gray rounding out the color palette of the latest brand update. The team will use multiple versions of each logo, including options highlighting purple and black."
2. ↑  “Team Directory”. 2019–20 Phoenix Suns Media Guide.   NBA Media Ventures, LLC (2019年10月21日). 2020年8月19日閲覧。
3. ↑  “Phoenix Suns Reproduction and Usage Guideline Sheet”.   NBA Properties, Inc.. 2016年8月10日閲覧。
4. ↑  “Phoenix Suns and PayPal Announce Multi-Year Global Partnership”. Suns.com (Press release). NBA Media Ventures, LLC. 2 October 2018. 2018年10月2日閲覧.
5. ↑  “Suns Retire Westphal's Number”. The Victoria Advocate. 2021年5月24日時点のオリジナルよりアーカイブ。2015年6月30日閲覧。
6. ↑  “Suns to Induct Al McCoy into Ring of Honor on March 3”. NBA.com (2016年10月26日). 2016年10月28日時点のオリジナルよりアーカイブ。2016年11月3日閲覧。
7. ↑  Fie, Julie, ed (2019). “Ring of Honor”. 2019–20 Phoenix Suns Media Guide. Phoenix Suns. pp. 85–88.  オリジナルのMarch 7, 2021時点におけるアーカイブ。 2020年4月19日閲覧。
8. ↑  “Phoenix Suns Uniform Numbers”. Basketball Reference. 2021年7月11日時点のオリジナルよりアーカイブ。2020年4月19日閲覧。
9. ↑  “Bill Russell's No. 6 jersey to be retired throughout NBA”. NBA.com (2022年8月11日). 2022年8月17日時点のオリジナルよりアーカイブ。2022年8月24日閲覧。
10. ↑  Golliver, Ben (2022年8月11日). “NBA permanently retires Bill Russell's No. 6”. Washington Post.  オリジナルの2022年11月7日時点におけるアーカイブ。 2022年8月24日閲覧。